# سوق السويقة
سوق السويقة هو أحد أسواق مدينة دمشق، والذي يقع بين سوق الغنم وباب المصلى، وهو سوق يتخصص في صناعة النحاسيات وأدوات الزراعة اليدوية الحديدية، وأدوات الخشب ومناشره، إضافة إلى المواد التموينية عموماً.